# The Ninth Hour
The Ninth Hour är det nionde studioalbumet av det finländska power metal-bandet Sonata Arctica från 2016, utgivet av skivbolaget Nuclear Blast. Alla låtarna på albumet är skrivna av Tony Kakko.

## Låtlista
1. "Closer to an Animal" – 5:25
2. "Life" – 5:07
3. "Fairytale" – 6:39
4. "We Are What We Are" – 5:25
5. "Till Death's Done Us Apart"	– 6:06
6. "Among the Shooting Stars" – 4:10
7. "Rise a Night" – 4:28
8. "Fly, Navigate, Communicate" – 4:27
9. "Candle Lawns" – 4:32
10. "White Pearl, Black Oceans - Part II, "By the Grace of the Ocean"" – 10:13
11. "On the Faultline (Closure to an Animal)" – 5:34

Bounuslåt på Japan-utgåvan
1. "The Elephant" – 4:13

Bonusspår på Digipak-utgåvan
1. "Run to You" (Bryan Adams-cover) – 3:34

## Singlar
- "Closer to an Animal" (släpptes 11 augusti 2016)
- "Life" (släpptes 16 september 2016)
- "We Are What We Are" (släpptes 20 oktober 2016)

## Medverkande
Musiker (Sonata Arctica-medlemmar)
- Tony Kakko – sång, keyboard
- Elias Viljanen – gitarr
- Pasi Kauppinen – basgitarr
- Henrik Klingenberg – keyboard
- Tommy Portimo – trummor

Bidragande musiker
- Aaron Newport – berättare (på "Closer to an Animal" och "The Elephant")
- Troy Donockley – low whistle (på "We Are What We Are")
- Mikko P. Mustonen – orkesterarrangemang (på "White Pearl, Black Oceans - Part II, 'By the Grace of the Ocean'")
- Tónursson Chanters Group – kör (på "The Elephant")

Produktion
- Sonata Arctica – producent
- Pasi Kauppinen – ljudtekniker, ljudmix
- Masi Hukari – ljudtekniker (sång)
- Tónur Kálervóson, Elias "Evil" Viljanen, Victor Jobe, Henrik "Hank" Klingenberg – ljudtekniker
- Svante Forsbäck – mastering
- Janne Pitkänen – omslagsdesign, omslagskonst
- Ville Juurikkala – foto